# Ivan Šišman
Ivan Šišman nebo Jan Šišman (bulharsky Иван Шишман; 1350/1? – 3. červen 1395) byl v letech 1371 až 1395 bulharský car.
Ivan Šišman byl prvorozený syn z druhého manželství cara Ivana Alexandra. Po otcově smrti zdědil centrální část Bulharska, které se rozpadlo na nezávislé území Ivana Šišmana (s hlavnám městem Tarnovo), vidinskou oblast pod vládou Ivana Stracimira a Dobrudžu pod vládou despoty Dobrotici.

## Bitva u řeky Marica
Bulharsko bylo v té době pod tlakem turecké ofenzívy. Koncem září roku 1371 v bitvě u řeky Marica sultán Murad I. porazil spojené balkánské protiturecké armády pod vedením prilepského despoty Vukašina a jeho bratra Uglješi. V důsledku toho Severní Thrákie a oblast Zagory připadly Osmanské říši.

## Postup Osmanské říše
Ivan Šišman se stal vazalem tureckého sultána a musel mu dát svou sestru Keru Tamaru za „manželku“ (tj. do harému). Musel opustit města Ichtiman, Samokov a Sofii a předat je sultánovi. Muradova armáda obsadila města Niš a Pirot a zastavila se až ve středu Bulharska.
Srbský král Lazar I., bosenský král a dobrudžský despota Ivanko nabídli bulharskému carovi vstup do svazu. V roce 1387 se jim společně podařilo Turky porazit u města Pločnik (dnes město v Srbsku). Turecká armáda však znovu zaútočila. Obsadila pevnosti na severovýchodě země podél Dunaje. Ivan Šišman se musel ještě více podřídit sultánovi.
Po prohraném boji na Kosově poli (v dnešním Srbsku) v červnu roku 1389 se carská vojska vrátila do Bulharska. Jejich porážka absolutně odevzdala Bulharsko Turkům.
V červenci roku 1393, po tříměsíčním obléhání padlo hlavní město Veliko Tarnovo. V té chvíli byl car Ivan Alexandr v pevnosti Nikopol.
Měsíce držel nad vodou toto poslední místo bulharské země, dokud se ho Turkům nepodařilo dobýt. Vstoupil do svazu s uherským králem Zikmundem. Později padl i Vidin a druhá bulharská říše se začala se hroutit. V roce 1395 Ivan Šišman dobrovolně odešel k sultánovi Muradovi do zajetí, kde i zemřel.

## Genealogie
- Otec Ivan Alexandr
- Matka Sára-Theodora
- Nevlastní bratr Ivan Sracimir
- Manželka Kira Marija
- Manželka Dragana, dcera srbského despoty a cara Lazara I.
  - Syn Alexandr, pozdější guvernér Šamšula
  - Syn Fružin, pozdější vůdce protitureckého povstání